# Keurvorstendom van de aartskanselier
Het keurvorstendom van de aartskanselier was het vorstendom dat na de opheffing van het geestelijke keurvorstendom Mainz in 1803 werd gecreëerd voor de aartskanselier van het Heilige Roomse Rijk. Het nieuwe keurvorstendom bestond slechts drie jaar en hield op te bestaan tegelijk met het einde van het Heilige Roomse Rijk in 1806.

## De regeling van het aartskanselierschap van 1803
In de Reichsdeputationshauptschluss van 25 februari 1803 werd het aartskanselierschap geregeld voor situatie die ontstaan was na het verlies van de linker Rijnoever aan Frankrijk en het opheffen van de geestelijke vorstendommen.
In paragraaf 25 is vastgelegd: 
- De aartsbisschoppelijke zetel van Mainz wordt overgebracht naar Regensburg. De waardigheden van keurvorst, rijksaartskanselier, metropolitaan-aartsbisschop en primaat van Duitsland blijven eeuwig met Regensburg verenigd. De metropolitane jurisdictie strekt zich voortaan uit over alle op de rechter Rijnoever liggende delen van de voormalige kerkprovincies Mainz, Trier en Keulen, echter met uitzondering van de Pruisische staten en met uitzondering van de Salzburgse kerkprovincie wat betreft de gebieden binnen het keurvorstendom Beieren.
- Het wereldlijk gebied bestaat in eerste instantie uit de vorstendommen Aschaffenburg en Regensburg. Het eerste bestaat uit het hoofdambt Aschaffenburg en de ambten Aufenau, Lohr, Orb met de zoutinstallaties, Prozelten, Klingenberg op de rechter Mainoever en het Würzburgse ambt Aurich im Sinngrunde. Het tweede bestaat uit het prinsbisdom Regensburg en de gelijknamige stad (zie rijksstad Regensburg), inclusief de daarin gelegen geestelijke goederen, met name Sankt Emmeram, Obermünster en Niedermünster. Verder bestaat het wereldlijk gebied uit de rijksstad Wetzlar als graafschap met de volledige landshoogheid. En verder alle stichten, kloosters en abdijen zoverre ze binnen genoemde vorstendommen en graafschap liggen.
- Hier volgt een gedeelte, waarin een financiële regeling getroffen wordt voor het verlies van de overige gebieden.
- De keurvorst-aartskanselier wordt gekozen volgens de statuten van de oude metropolitaan-kerk (dus van Mainz).
- De steden Regensburg en Wetzlar zijn onvoorwaardelijk neutraal, zelfs in Rijksoorlogen, omdat de eerste de zetel is van de rijksdag en de tweede de zetel van het Rijkskamergerecht.

## Het einde van aartskanselierschap in 1806
Op 12 juli 1805 is de keurvorst-aartskanselier een van de vorsten die de Rijnbondakte ondertekent, die het definitieve einde van het Heilige Roomse Rijk inluidt. 
- In artikel 1 maken deze vorsten zich los van het keizerrijk en treden toe tot de Rijnbondconfederatie.
- In artikel 4 krijgt de keurvorst-aartskanselier een nieuwe titel: vorst-primaat.
- In artikel 22 krijgt de vorst-primaat de rijksstad Frankfort.
- In artikel 24 krijgt de vorst-primaat de soevereiniteit over de gebieden van de vorsten en graven van Löwenstein-Werheim, in zoverre ze op de rechter Mainoever liggen en over het graafschap Rieneck, de mediatisering.

Op 1 augustus 1806 verklaren de Rijnbondstaten in Regensburg dat zij niet langer deel uitmaken van het keizerrijk. Als vervolgens keizer Frans II op 6 augustus de Duitse keizerskroon neerlegt, bestaat het rijk niet meer en zijn er ook niet langer keurvorsten en aartskanseliers nodig.